# Wolfgang Schulz (Pädagoge)
Wolfgang Schulz (* 9. November 1929 in Berlin; † 1993) war ein deutscher Pädagoge und Professor für Didaktik in Hamburg.
Nach dem Studium wurde er Assistent bei Paul Heimann an der Pädagogischen Hochschule Berlin. Dort wurde er anschließend Lehrerbilder und Seminarleiter im Lehrervorbereitungsdienst. Seit 1977 wirkte er als Professor für Erziehungswissenschaft am  erziehungswissenschaftlichen Fachbereich in Hamburg. 
Mit Paul Heimann und Gunter Otto entwickelte er das Berliner Modell der Allgemeinen Didaktik, das sich als Alternative zur Bildungstheoretischen Didaktik Wolfgang Klafkis verstand. Schulz nahm dessen Kritik wiederum ernst, dass ein Defizit in der normativen Begründung der Unterrichtsziele bestehe, und entwickelte das Konzept weiter zum Hamburger Modell (1980). Er benannte das Modell um von einer lerntheoretischen zu einer lehrtheoretischen Didaktik. Die beiden didaktischen Schulen haben sich damit stark aneinander angenähert.
Wolfgang Schulz war von 1982 bis 1987 Abgeordneter der SPD in der Hamburgischen Bürgerschaft.

## Werke
- Ein Hamburger Modell in der Unterrichtsplanung – Seine Funktionen in der Alltagspraxis. In: Adl-Amini, Künzli: Didaktische Modelle und Unterrichtsplanung. München 1980, S. 49–87.
- Unterrichtsplanung. Mit Materialien aus Unterrichtsfächern. Urban und Schwarzenberg, München u. a. 1981.
- Didaktische Einblicke. Beltz, Weinheim 1995.